# Erik Vankeirsbilck
Erik Vankeirsbilck, né à Ingelmunster le 11 janvier 1935 et mort à Courtrai le 16 août 2017, est un homme politique belge.

## Fonctions et mandats
- Membre de la Chambre des représentants de Belgique
- Président de la Chambre des représentants : 1988

## Sources
- Ressource relative à la vie publique :   - Parlement flamand